# Osebek
Osebek (subjekt) je eden od stavčnih členov, ki izraža vrsto dejanj oziroma nosilca stanja. Praviloma je v osebku samostalniška beseda ali besedna zveza v imenovalniku. V stavku ga označujemo s podčrtanjem z ravno črto (__________).
Po osebku se vprašamo z imenovalniškima vprašalnicami kdo ali kaj ter s povedkom. Primer:
Miha je odpotoval.  
V zgornjem stavku je osebek Miha in povedek je odpotoval. Po osebku se vprašamo: Kdo je odpotoval?
Osebek je nadrejen ostalim stavčnim členom, kar pomeni, da njegove oblike ne določajo drugi stavčni členi. Osebek pa določa število, spol in osebo povedku. 
Nekateri stavki ne vsebujejo osebka, a ga lahko izberemo iz osebne glagolske oblike (na primer v stavku Šel sem od doma je iz glagola šel sem razvidno, da je osebek jaz).
Osebek je lahko gol, če je sestavljen le iz ene polnopomenske besede (npr. Miha v stavku Miha je odpotoval) ali pa je zložen, če ga sestavljata dve ali več polnopomenskih besed (na primer Miha in Mojca). Zloženi osebek je lahko priredno zložen, če so vse polnopomenske besede v enakovrednem odnosu (na primer Miha in Mojca); pri podredno zloženem osebku (na primer moj sošolec) je ena beseda nadrejena drugi - nadrejeno besedo imenujemo jedro, podrejeno pa prilastek. V prejšnjem primeru je sošolec jedro osebka, moj pa prilastek. V jedru zmeraj nastopa samostalniška beseda, kot prilastek pa je lahko pridevniška beseda (moj v osebku moj sošolec), samostalniška beseda (Dostojevskega v osebku roman Dostojevskega) ali prislov.